# Balaghat (Distrikt)
Balaghat ist ein Distrikt im indischen Bundesstaat Madhya Pradesh. Verwaltungssitz ist die gleichnamige Stadt Balaghat.

## Geografie
Der Distrikt liegt im Südosten des Bundesstaats Madhya Pradesh an der Grenze zu den Bundesstaaten Chhattisgarh und Maharashtra. Er grenzt im Norden an den Distrikt Mandla, im Osten an den Bundesstaat Chhattisgarh, im Süden an den Bundesstaat Maharashtra sowie im Westen an den Distrikt Seoni.
Naturräumlich zerfällt der Distrikt in Bergland, Hochebenen und Tiefebenen. Das Bergland gehört zur Maikal Range, einem Teil des Satpuragebirges. Mehrere Hochebenen beanspruchen die meiste Fläche des Distrikts. Im Süden und Westen des Distrikts liegen Tiefebenen. Der Fluss Wainganga durchquert den Distrikt von Ost nach West. Ein weiterer bedeutender Fluss ist der Chandan, ein Nebenfluss des Wainganga. Die Regenmenge unterliegt starken Schwankungen. Aber rund 90 % fallen während der sommerlichen Monsunzeit (zweite Juniwoche bis Ende September). In den Monaten Juli bis September ist die Luftfeuchtigkeit sehr hoch. Am wärmsten ist es in den Monaten April bis Juni. Weite Teile des Distrikts sind von Wald bedeckt (52 % der Fläche des Distrikts).

## Geschichte
Das Gebiet des heutigen Distrikts wurde von Fürsten aus dem Volk der Gond regiert. Im Jahr 1743 eroberten die Marathen den größten Teil des heutigen Distrikts, das bis dahin zum Königreich Deogarh gehört hatte. Einige wenige Gebiete im Osten des heutigen Distrikts, die zum Königreich Garha-Mandla gehörten, wurden von den Marathen erst 1798 erobert. Nach dem Dritten Marathenkrieg wurde das Gebiet gegenüber der Britische Ostindien-Kompanie tributpflichtig. Bis 1853 war der heutige Distrikt Teil des Königreichs Nagpur. Nachdem der letzte Raja ohne Erben gestorben war, wurde das Königreich Teil der von den Briten verwalteten Nagpur Province, die bereits 1861 Teil der Central Provinces wurde. Nach mehreren Gebietsabtäuschen entstand zwischen 1867 und 1873 der Distrikt Burha, der später den Namen Balaghat erhielt. Nach dem Ende der Kolonialherrschaft wurde das Distriktsgebiet Teil des neuen Bundesstaats Madhya Pradesh. Balaghat liegt im sogenannten Roten Korridor des Naxalitenaufstands.

## Bevölkerung

### Einwohnerentwicklung
In den ersten Jahrzehnten des 20. Jahrhunderts wuchs die Bevölkerung bereits stark an. Trotz Seuchen, Krankheiten und Hungersnöten. Seit der Unabhängigkeit Indiens hat sich die Bevölkerungszunahme beschleunigt. Während die Bevölkerung in der ersten Hälfte des 20. Jahrhunderts um rund 73 % zunahm, betrug das Wachstum in den fünfzig Jahren zwischen 1961 und 2011 111 %. Der für Indien relativ schwache Bevölkerungszuwachs seit 1991 ist durch die politischen Unruhen durch den Naxalitenaufstand verursacht. Die Bevölkerungszunahme zwischen 2001 und 2011 lag bei nur 13,60 % oder rund 204.000 Menschen. Offizielle Bevölkerungsstatistiken der heutigen Gebiete sind seit 1901 bekannt und veröffentlicht.
| Jahr      | 1901    | 1911    | 1921    | 1931    | 1941    | 1951    | 1961    | 1971    | 1981      | 1991      |
| Einwohner | 399.934 | 475.924 | 511.634 | 561.602 | 634.350 | 693.379 | 806.702 | 977.583 | 1.147.810 | 1.365.870 |

### Bedeutende Orte
Im Distrikt gibt es 13 Orte, die als Städte (towns und census towns) gelten. Dennoch ist der Anteil der städtischer Bevölkerung im Distrikt sehr gering. Denn nur 244.816 der 1.701.698 Einwohner oder 14,39 % leben in städtischen Gebieten. Die weitaus größte Siedlung ist der Hauptort Balaghat mit 84.261 Einwohnern. Daneben gibt es folgende Orte mit mehr als 10.000 Bewohnern:

### Volksgruppen
In Indien teilt man die Bevölkerung in die drei Kategorien general population, scheduled castes und scheduled tribes ein. Die scheduled castes (anerkannte Kasten) mit (2011) 125.426 Menschen (7,37 Prozent der Bevölkerung) werden heutzutage Dalit genannt (früher auch abschätzig Unberührbare betitelt). Die scheduled tribes sind die anerkannten Stammesgemeinschaften mit (2011) 383.026 Menschen (22,51 Prozent der Bevölkerung), die sich selber als Adivasi bezeichnen. Zu ihnen gehören in Madhya Pradesh 46 Volksgruppen. Mehr als 5000 Angehörige zählen die Gond (319.043 Personen oder 18,75 % der Distriktsbevölkerung), Baiga (25.226 Personen oder 1,48 % der Distriktsbevölkerung), Binjhwar (15.067 Personen oder 0,89 % der Distriktsbevölkerung) und Pardhan (6393 Personen oder 0,38 % der Distriktsbevölkerung).

## Verwaltungsgliederung
Die Verwaltungseinheit Balaghat (zeitweise Burha oder Baraghat) gibt es als Tehsil oder Distrikt seit dem 19. Jahrhundert. Zwischenzeitlich wurde sie aufgelöst und auf bestehende Nachbargebiete aufgeteilt. Der Distrikt Balaghat besteht aus den zehn Verwaltungsbezirken (Tehsils oder Subdivisions) Balaghat, Baihar, Birsa, Katangi, Khairlanji, Kirnapur, Lalbarra, Lanji, Paraswada und Waraseoni. Er zählt sechs Städte und 1272 bewohnte Dörfer mit sechs Stadtverwaltungen und 692 Dorfverwaltungen.

## Wirtschaft
Im Distrikt werden Mangan, Bauxit, Kyanit, Marmor, Dolomit, Lehm und Kalkstein abgebaut.
In der Landwirtschaft werden hauptsächlich Weizen, Reis, Mais, Straucherbsen, Kichererbsen und Senfpflanzen angebaut. Hinzu kommt die Tierhaltung mit hunderttausenden von Tieren (meist Rinder, Büffel, Ziegen, Geflügel und Schafe).

## Verkehr
Wichtigste Eisenbahnlinie ist die Strecke von Jabalpur nach Gondiya. Es gibt von Balaghat aus einige Nebenstrecken. Im gesamten Distrikt gibt es 14 Bahnhöfe. Hinzu kommen als überregionale Straßenverbindungen der National Highway 543 (von Nord nach Süd) und einige States Highways. Wichtig für den Personenverkehr sind die zahlreichen regionalen Buslinien und die überregionalen Busverbindungen nach Bhopal, Gondiya, Jabalpur, Nagpur und Ranchi.

## Sehenswürdigkeiten
- Kanha-Nationalpark, ein Tiger-Reservat
- Lanji Fort und Tempel
- Rampally-Tempel
- Gomji-Somji-Tempel
- Nahlesara-Damm